# Holton (Oxfordshire)
Holton – wieś w Anglii, w hrabstwie Oxfordshire, w dystrykcie South Oxfordshire. Leży 9 km na wschód od Oksfordu i 76 km na zachód od Londynu. W 2001 miejscowość liczyła 885 mieszkańców.